# Jarše (gmina Zagorje ob Savi)
Jarše – wieś w Słowenii, w gminie Zagorje ob Savi. W 2018 roku liczyła 9 mieszkańców.